# Бороденичи
Бороденичи (бел. Барадзенічы) — деревня в Браславском районе Витебской области Беларуси. Входит в состав Тетерковского сельсовета.

## География
Деревня находится в западной части Витебской области, к северу от озера Густаты (Густата), при автодороге Н-2103, на расстоянии приблизительно 16 километров (по прямой) к юго-востоку от города Браслав, административного центра района. Абсолютная высота — 167 метров над уровнем моря. Площадь населённого пункта — 0,5073 км².

## История
По состоянию на 1905 год, в деревне проживало 273 человека (154 мужчины и 119 женщин). В административном отношении входила в состав Иодской волости Дисненского уезда Виленской губернии.
В 1921 году входила в состав гмины Йоды Дисенского повета Виленского воеводства Второй Польской республики. Числилось 254 жителя (130 мужчин и 124 женщины), проживавших в 55 домах. В этническом составе населения того периода белорусы составляли 89,8 %, поляки — 10,2 %. В конфессиональном составе населения преобладали католики (76 %), также были представлены православные христиане (24 %).

## Население
По данным переписи 2019 года, в деревне проживал 31 человек.
| Год  | Население, человек |
| ---- | ------------------ |
| 1905 | 273                |
| 1921 | ↘ 254              |
| 2009 | ↘ 50               |
| 2019 | ↘ 31               |

## Достопримечательности
- Костёл Святого Иосифа[бел.] (1836 г.) —  Историко-культурная ценность Республики Беларусь, шифр 213Г000876